# P. van der Lely
P. van der Lely was een Nederlands auto- en fietsenmerk uit Den Haag.
Omstreeks 1900 bouwde Van der Lely een automobiel. Bekender is Van der Lely echter als producent van bakfietsen, brombakfietsen en invalidenvoertuigen.
Het bedrijf Firma P. van der Lely was destijds gevestigd aan de Haagse Stille Veerkade.
De fabriek heeft tot 1979 de productie volgehouden.